# Oxeloco
Oxeloco är en ort i Mexiko.   Den ligger i kommunen Yahualica och delstaten Hidalgo, i den sydöstra delen av landet, 190 km nordost om huvudstaden Mexico City. Oxeloco ligger 353 meter över havet och antalet invånare är 1 217.
Terrängen runt Oxeloco är kuperad. Runt Oxeloco är det ganska tätbefolkat, med 116 invånare per kvadratkilometer. Närmaste större samhälle är Xochiatipan de Castillo, 10,2 km söder om Oxeloco. I omgivningarna runt Oxeloco växer huvudsakligen savannskog.